# Onder moeders vleugels (boek)
Onder moeders vleugels, oorspronkelijke titel Little Women: or, Meg, Jo, Beth and Amy, is een roman van de Amerikaanse auteur Louisa May Alcott (1832-1888), gepubliceerd in twee delen in 1868 en 1869. Het tweede deel werd in het Nederlands uitgegeven als Op eigen wieken en werd in het Verenigd Koninkrijk uitgegeven als Good Wives, een titel die niet werd gekozen door de auteur, maar door de uitgever.
Het verhaal speelt zich af in Orchard House, het huis van het gezin Alcott in Concord (Massachusetts). De roman volgt het leven van de vier zusters — Meg, Jo, Beth en Amy March — en is losjes gebaseerd op de kindertijdervaringen van de schrijfster en haar drie zussen. Het eerste deel van het boek was onmiddellijk een commercieel succes en werd ook door de critici goed onthaald.
Ook het tweede deel sloeg aan bij het publiek. Beide delen werden voor het eerst samen gepubliceerd als één enkel boek in 1880. Alcott schreef daarna nog twee vervolgdelen op Onder moeders vleugels waarin de gezusters March figureerden: Little Men (1871) en Jo's Boys (1886).
Alcott is het best bekend om haar huiselijke verhalen voor kinderen, die haar roem en fortuin brachten. Zij schreef ook gothic novels, zoals A Long Fatal Love Chase en ernstige romans voor volwassenen, zoals Moods and Work, die redelijke recensies kregen. Little Women en andere 'huiselijke' romans van Alcott genoten echter nog het meeste succes. Nochtans hield Alcott zelf niet bijzonder van Onder moeders vleugels. Zij schreef het op verzoek van haar uitgever, en door het grote succes was ze bezorgd dat ze nu voortaan niets anders dan dergelijke 'morele pap' voor kinderen zou moeten schrijven.
Onder moeders vleugels bezit vele kwaliteiten van het didactische genre, een klasse van werken die een duidelijke morele les te verkondigen hebben. Nochtans onthoudt Alcott zich in dit boek van expliciet moraliseren en laat de lezer liever zelf zijn conclusies trekken uit de afloop van het verhaal.

## Ontstaan

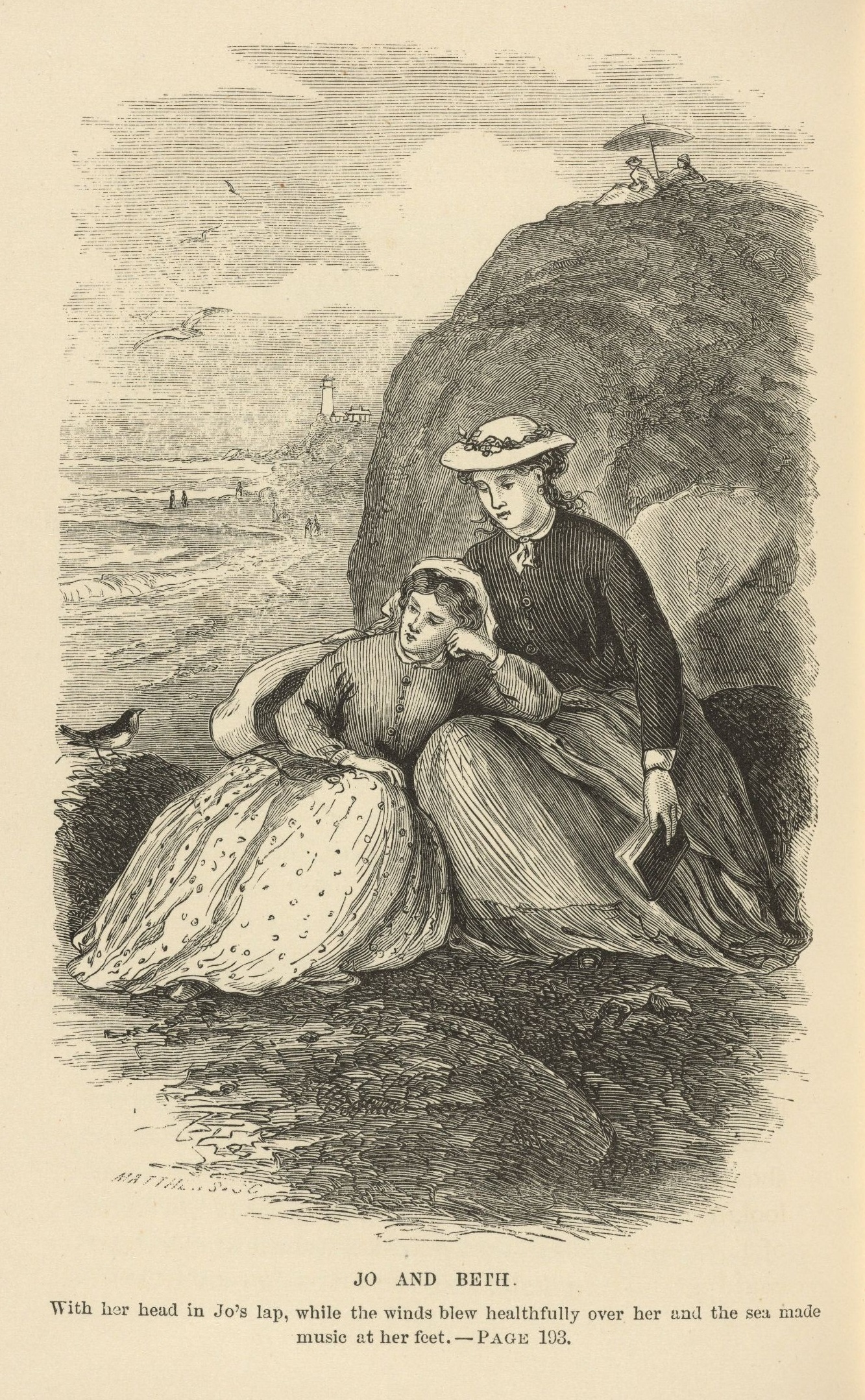
Jo en Beth - Little Women
(1868), May Alcott

Het boek kwam tot stand als resultaat van enkele maanden koortsachtig schrijven, omdat Alcott geld nodig had om familieschulden af te betalen. Haar uitgever, Thomas Niles van Robert Brothers in Boston, speelde een belangrijke rol bij het ontstaan van het boek. Alcott speelde al enkele jaren met het idee om een verhaal over haar "Pathetic family" (zoals ze die zelf noemde) te schrijven. Toen haar uitgever haar voorstelde om een verhaal voor meisjes te schrijven, wist Alcott meteen waar het over zou gaan. Toen Niles in de herfst van 1867 met zijn voorstel kwam, had Alcott weinig ervaring met het schrijven van dit soort verhalen. Het was Niles' verdienste dat hij zich al vroeg realiseerde dat er een gat in de markt was voor goede, leesbare en onderhoudende verhalen voor meisjes en dat Alcott het soort schrijver was die dit zou kunnen. Alcott stelde het schrijven telkens uit, tot ze in mei 1868 op aandringen van haar uitgever en haar vader, Bronson Alcott, aan haar werk begon. Reeds in juni stuurde ze Niles de eerste twaalf hoofdstukken, en wroette dan, tegen haar zin, verder aan de taak die ze zich had gesteld. Haar aanvankelijke weerzin voor het onderwerp blijkt uit notities in haar dagboek van dat jaar, waarin ze schreef dat ze niet van dit soort dingen hield en niet veel moest hebben van jonge meisjes: "I never liked girls nor knew many, except my sisters."  Op 15 juli stuurde ze het volledige manuscript per post naar Niles, samen met een reeks illustraties van haar jongste zus, May. Haar uitgever adviseerde haar om niet te kiezen voor een eenmalige betaling van 1000 dollar voor de rechten op het boek, maar voor een voorschot van 300 dollar en een royalty van 6,66 cent per verkocht exemplaar. Dat bleek een goed advies, want de auteursrechten op haar boek maakten Alcott  een welgestelde vrouw. Little Women werd, zoals Niles het stelde "... the first golden egg of the ugly duckling", het eerste gouden ei van het lelijke jonge eendje, dat zo gewroet en gezucht had om iets te schrijven waarvan ze vond dat het niet bij haar paste.

## Adaptaties
Van Little Women werden ook adaptaties gemaakt:

### Film
- Little Women (1933), een film van George Cukor met Katharine Hepburn en Joan Bennett
- Little Women (1949), een film van Mervyn LeRoy met Elizabeth Taylor en June Allyson
- Little Women (1978), een romantische televisiefilm van David Lowell Rich met Meredith Baxter en Susan Dey
- Little Women (1994), een film van Gillian Armstrong met Susan Sarandon en Winona Ryder
- Little Women (2019), een film van Greta Gerwig met Saoirse Ronan, Emma Watson en Timothée Chalamet

### Musical
- Little Women, van Allan Knee, liedteksten van Mindi Dickstein en muziek van Jason Howland

### Opera
- Little Women van Mark Adamo

### Televisie
- Onder moeders vleugels (anime), animeserie uit 1987, uitgezonden door de EO[1]
- Little Women (2017), een miniserie van Heidi Thomas voor BBC